# 長原駅 (大阪府)

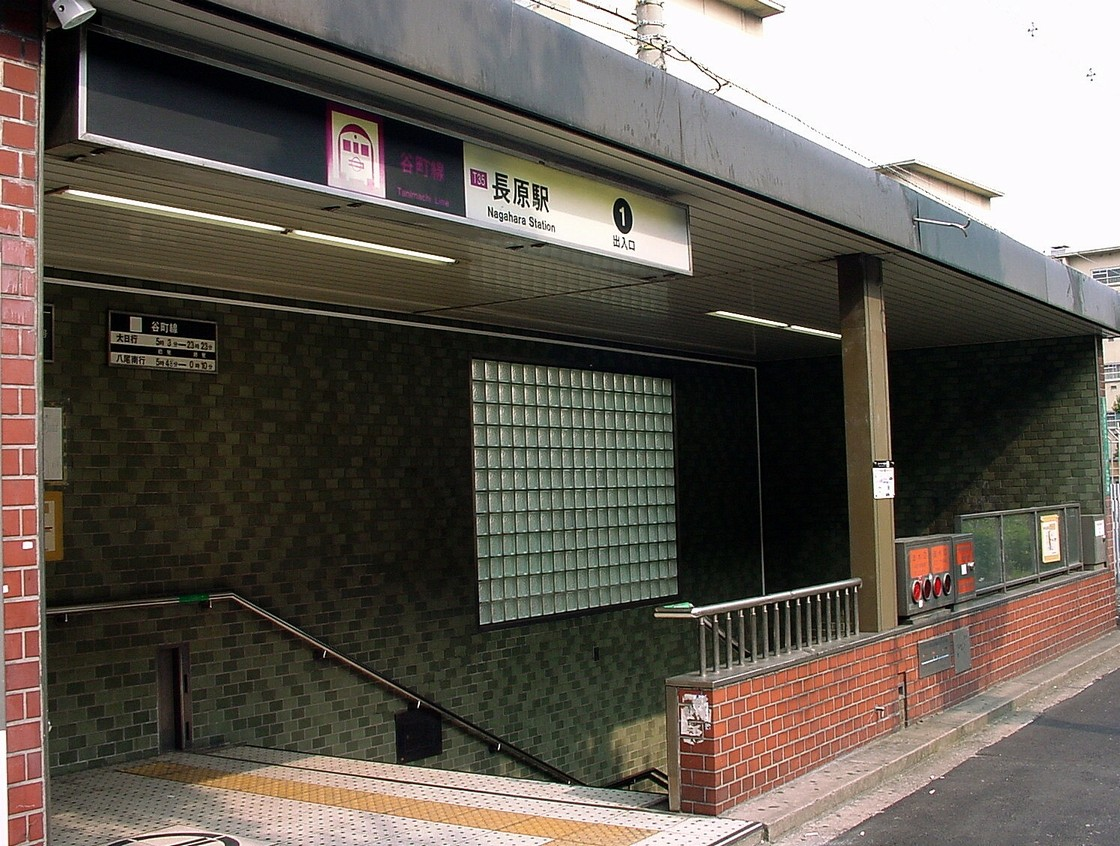
1号出入口（2009年6月）

長原駅（ながはらえき）は、大阪府大阪市平野区長吉長原東二丁目にある、大阪市高速電気軌道 (Osaka Metro) 谷町線の駅。駅番号はT35。

## 歴史
- 1980年（昭和55年）11月27日：谷町線天王寺 - 八尾南間延伸時に開業[1]。
- 2018年（平成30年）4月1日：大阪市交通局の民営化により、大阪市高速電気軌道 (Osaka Metro) の駅となる。

## 駅構造
島式ホーム1面2線の地下駅。改札口は1か所のみ。出入り口は中央環状線西側に2か所、東側にも2か所ある。エレベーターは、地上へは中央環状線の真ん中へつながっており、エレベーターを使用するには、「長吉第3住宅西」もしくは「長吉第3住宅東」交差点を横断する必要がある。同交差点は近畿自動車道長原インターチェンジから中央環状線に合流する乗用車で混雑することが多く、交通死亡事故の多発地点でもある。
隣の八尾南駅の配線の関係上、過去には平日のラッシュ時に八尾車庫からの送り出しを兼ねたこの駅始発の都島行き列車が設定されている（朝と夕方に4本ずつ）。ただし、この駅に非常渡り線がある関係上、長原の行先幕は用意されている。
当駅は平野管区駅に所属しており、八尾南駅の管轄となっている。

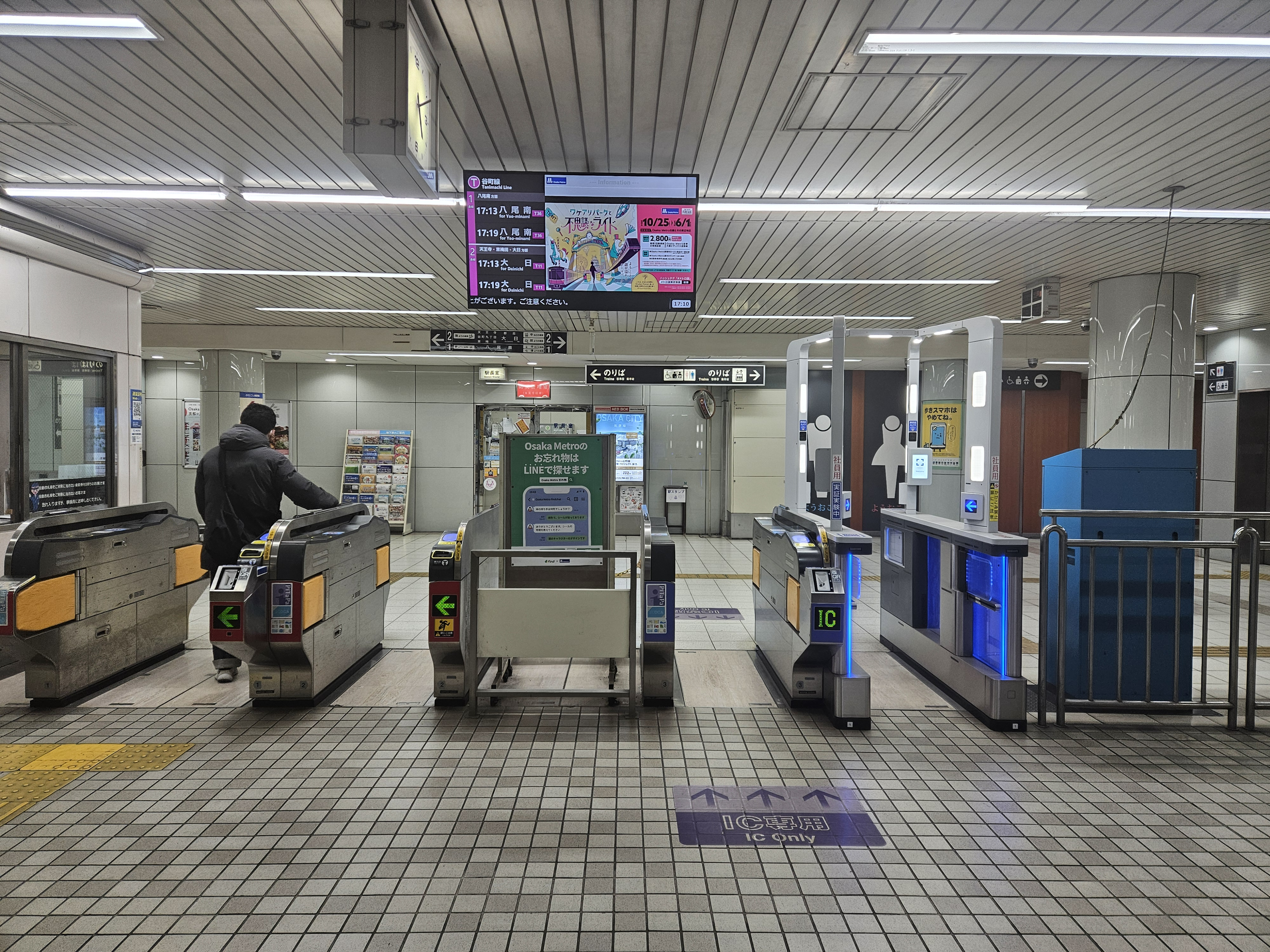
改札（2025年1月）
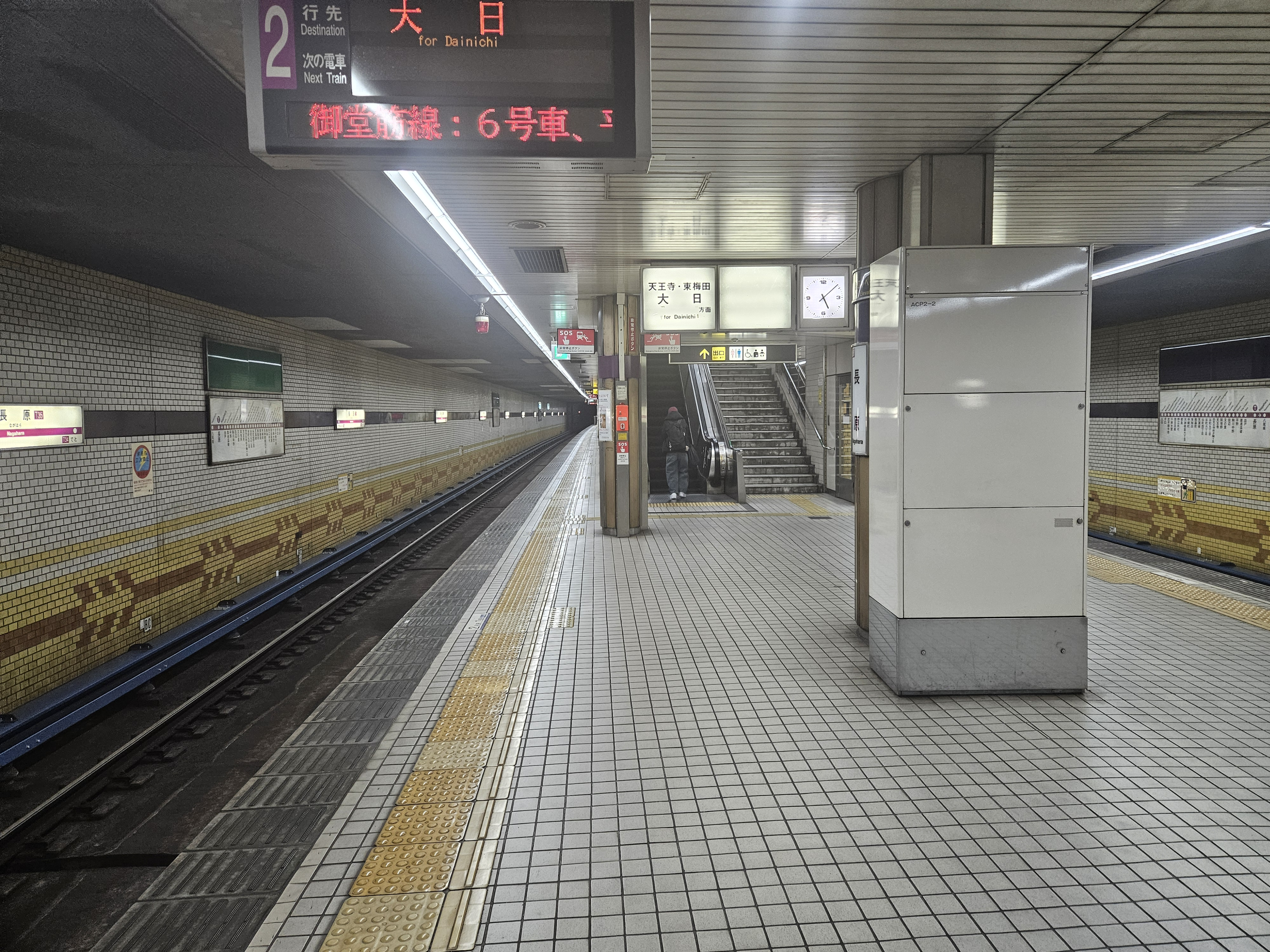
プラットホーム（2025年1月）

### のりば
| 番線 | 路線   | 行先                     |
| ---- | ------ | ------------------------ |
| 1    | 谷町線 | 八尾南方面               |
| 2    | 谷町線 | 天王寺・東梅田・大日方面 |

### 出口
| 出口番号 | 出口周辺                                               | 備考 |
| -------- | ------------------------------------------------------ | ---- |
| 1        | 中央環状線東側・長吉北自転車保管所・長吉南自転車保管所 |      |
| 2        | 中央環状線東側・シティバスのりば                       |      |
| 3        | 中央環状線西側                                         |      |
| 4        | 中央環状線西側                                         |      |

## 利用状況
2024年11月12日の1日乗降人員は10,211人（乗車人員：5,169人、降車人員：5,042人）である。谷町線の駅では田辺駅に次いで乗降人員が少ない。
各年度の特定日における利用状況は下表の通りである。なお1995年度の記録については1996年に行われた調査であるが、会計年度上表中に記載の年度となる。
| 年度               | 調査日   | 乗車人員 | 降車人員 | 乗降人員 | 出典          | 出典          |
| 年度               | 調査日   | 乗車人員 | 降車人員 | 乗降人員 | メトロ        | 大阪府        |
| ------------------ | -------- | -------- | -------- | -------- | ------------- | ------------- |
| 1981年（昭和56年） | 11月10日 | 4,670    | 4,388    | 9,058    |               | [ 大阪府 1 ]  |
| 1985年（昭和60年） | 11月12日 | 5,662    | 5,625    | 11,287   |               | [ 大阪府 2 ]  |
| 1987年（昭和62年） | 11月10日 | 5,729    | 5,526    | 11,255   |               | [ 大阪府 3 ]  |
| 1990年（平成02年） | 11月06日 | 5,431    | 5,391    | 10,822   |               | [ 大阪府 4 ]  |
| 1995年（平成07年） | 02月15日 | 5,151    | 4,885    | 10,036   |               | [ 大阪府 5 ]  |
| 1998年（平成10年） | 11月10日 | 4,995    | 4,898    | 9,893    |               | [ 大阪府 6 ]  |
| 2007年（平成19年） | 11月13日 | 5,929    | 5,667    | 11,596   |               | [ 大阪府 7 ]  |
| 2008年（平成20年） | 11月11日 | 6,017    | 5,744    | 11,761   |               | [ 大阪府 8 ]  |
| 2009年（平成21年） | 11月10日 | 5,865    | 5,613    | 11,478   |               | [ 大阪府 9 ]  |
| 2010年（平成22年） | 11月09日 | 5,931    | 5,726    | 11,657   |               | [ 大阪府 10 ] |
| 2011年（平成23年） | 11月08日 | 6,154    | 5,925    | 12,079   |               | [ 大阪府 11 ] |
| 2012年（平成24年） | 11月13日 | 5,653    | 5,436    | 11,089   |               | [ 大阪府 12 ] |
| 2013年（平成25年） | 11月19日 | 5,681    | 5,468    | 11,149   | [ メトロ 1 ]  | [ 大阪府 13 ] |
| 2014年（平成26年） | 11月11日 | 5,635    | 5,397    | 11,032   | [ メトロ 2 ]  | [ 大阪府 14 ] |
| 2015年（平成27年） | 11月17日 | 5,635    | 5,446    | 11,081   | [ メトロ 3 ]  | [ 大阪府 15 ] |
| 2016年（平成28年） | 11月08日 | 5,677    | 5,405    | 11,082   | [ メトロ 4 ]  | [ 大阪府 16 ] |
| 2017年（平成29年） | 11月14日 | 5,637    | 5,343    | 10,980   | [ メトロ 5 ]  | [ 大阪府 17 ] |
| 2018年（平成30年） | 11月13日 | 5,729    | 5,462    | 11,191   | [ メトロ 6 ]  | [ 大阪府 18 ] |
| 2019年（令和元年） | 11月12日 | 5,618    | 5,414    | 11,032   | [ メトロ 7 ]  | [ 大阪府 19 ] |
| 2020年（令和02年） | 11月10日 | 5,035    | 4,848    | 9,883    | [ メトロ 8 ]  | [ 大阪府 20 ] |
| 2021年（令和03年） | 11月16日 | 4,930    | 4,799    | 9,729    | [ メトロ 9 ]  | [ 大阪府 21 ] |
| 2022年（令和04年） | 11月15日 | 4,998    | 4,801    | 9,799    | [ メトロ 10 ] | [ 大阪府 22 ] |
| 2023年（令和05年） | 11月07日 | 5,081    | 4,992    | 10,073   | [ メトロ 11 ] | [ 大阪府 23 ] |
| 2024年（令和06年） | 11月12日 | 5,169    | 5,042    | 10,211   | [ メトロ 12 ] |               |

## 駅周辺
建設中の当地付近からは古墳時代の遺構が発掘され、長原古墳群と名付けられた。線路・駅施設は遺構を避けるように建設された。

### 学校
- 大阪府立長吉高等学校
- 大阪市立長吉中学校
- 大阪市立長吉西中学校
- 大阪市立長原小学校
- 大阪市立長吉東小学校
- 大阪市立長吉南小学校
- 大阪府立平野支援学校

### その他
- 阿弥陀寺
- 志紀長吉神社
- 川辺八幡神社
- 大阪市立クラフトパーク
- 大阪市営長吉長原住宅
- 長吉東部中央公園
- 近畿自動車道 長原インターチェンジ
- 大阪府道2号大阪中央環状線
- 大阪府道186号大阪羽曳野線
- 駐輪場 - 2012年4月16日より有料化された[3]。
- そよら長原駅前（2025年4月28日開業）

## 隣の駅
大阪市高速電気軌道 (Osaka Metro)
 谷町線
出戸駅 (T34) - 長原駅 (T35) - 八尾南駅 (T36)
- ( ) 内は駅番号を示す。

### 記事本文

### 利用状況
1. ↑  路線別駅別乗降人員 - 大阪市高速電気軌道
2. ↑  大阪府統計年鑑 - 大阪府
3. ↑  大阪市統計書 - 大阪市

#### 大阪市高速電気軌道
1. ↑  路線別乗降人員 （2013年11月19日（火）交通調査） (PDF)
2. ↑  路線別乗降人員 （2014年11月11日（火）交通調査） (PDF)
3. ↑  路線別乗降人員 （2015年11月17日（火）交通調査） (PDF)
4. ↑  路線別乗降人員 （2016年11月8日（火）交通調査） (PDF)
5. ↑  路線別乗降人員 （2017年11月14日（火）交通調査） (PDF)
6. ↑  路線別乗降人員 （2018年11月13日（火）交通調査） (PDF)
7. ↑  路線別乗降人員 （2019年11月12日（火）交通調査） (PDF)
8. ↑  路線別乗降人員 （2020年11月10日（火）交通調査） (PDF)
9. ↑  路線別乗降人員 （2021年11月16日（火）交通調査） (PDF)
10. ↑  路線別乗降人員 （2022年11月15日（火）交通調査） (PDF)
11. ↑  路線別乗降人員 （2023年11月7日（火）交通調査） (PDF)
12. ↑  路線別乗降人員 （2024年11月12日（火）交通調査） (PDF)

#### 大阪府統計年鑑
1. ↑  大阪府統計年鑑（昭和57年） (PDF)
2. ↑  大阪府統計年鑑（昭和61年） (PDF)
3. ↑  大阪府統計年鑑（昭和63年） (PDF)
4. ↑  大阪府統計年鑑（平成3年） (PDF)
5. ↑  大阪府統計年鑑（平成8年） (PDF)
6. ↑  大阪府統計年鑑（平成11年） (PDF)
7. ↑  大阪府統計年鑑（平成20年） (PDF)
8. ↑  大阪府統計年鑑（平成21年） (PDF)
9. ↑  大阪府統計年鑑（平成22年） (PDF)
10. ↑  大阪府統計年鑑（平成23年） (PDF)
11. ↑  大阪府統計年鑑（平成24年） (PDF)
12. ↑  大阪府統計年鑑（平成25年） (PDF)
13. ↑  大阪府統計年鑑（平成26年） (PDF)
14. ↑  大阪府統計年鑑（平成27年） (PDF)
15. ↑  大阪府統計年鑑（平成28年） (PDF)
16. ↑  大阪府統計年鑑（平成29年） (PDF)
17. ↑  大阪府統計年鑑（平成30年） (PDF)
18. ↑  大阪府統計年鑑（令和元年） (PDF)
19. ↑  大阪府統計年鑑（令和2年） (PDF)
20. ↑  大阪府統計年鑑（令和3年） (PDF)
21. ↑  大阪府統計年鑑（令和4年） (PDF)
22. ↑  大阪府統計年鑑（令和5年） (PDF)
23. ↑  大阪府統計年鑑（令和6年） (PDF)